# Martin Hailer

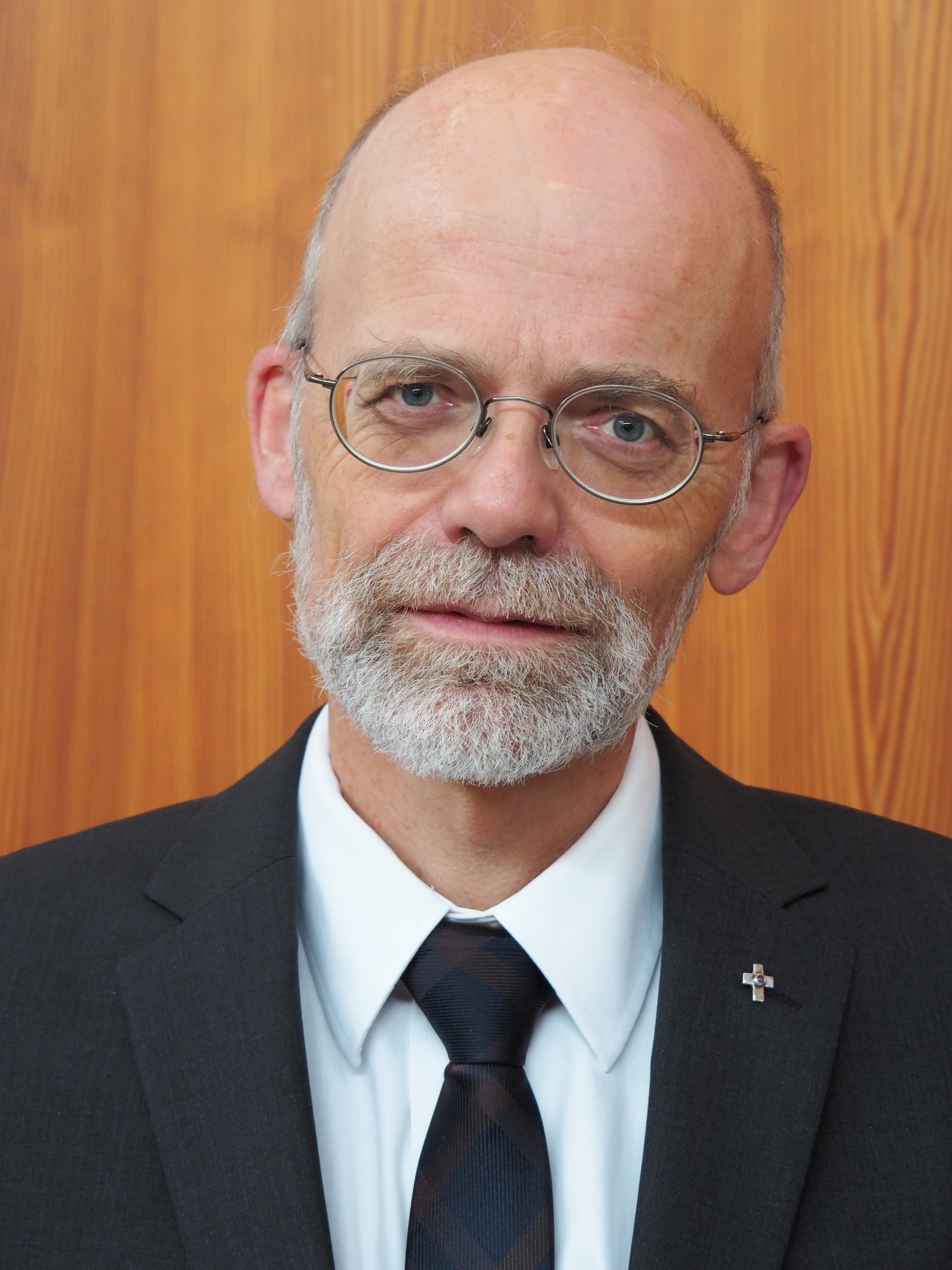
Martin Hailer (2020)

Martin Hailer (* 6. März 1965 in München) ist ein deutscher evangelischer Theologe.

## Leben
Hailer studierte nach seiner Schulzeit von 1986 bis 1993 an der Augustana-Hochschule Neuendettelsau und an der Ruprecht-Karls-Universität Heidelberg evangelische Theologie und Philosophie. 1997 wurde er mit einer fundamentaltheologischen Arbeit promoviert und 1999 in Regensburg zum evangelischen Pfarrer ordiniert. Hailer habilitierte sich 2003 an der Universität Erlangen für Systematische Theologie.
Hailer hatte von 2007 bis 2010 eine Vertretungsprofessur an der Leuphana Universität Lüneburg inne. Seit 2011 ist er Professor für Evangelische Theologie und ihre Didaktik (Schwerpunkt Systematische Theologie) an der Pädagogischen Hochschule Heidelberg. Er forscht vor allem zur Ökumenischen Theologie, zur Religionsphilosophie und zum Werk Karl Barths.

## Werke (Auswahl)
- Glauben und Wissen. Arbeitsbuch Theologie und Philosophie, Göttingen: Vandenhoeck & Ruprecht 2006, 251 S.
- Grundkurs christliche Theologie. Diesseits und jenseits der Worte, Neukirchen-Vluyn: Neukirchener Verlag 2006, 2. Auflage 2008, 3. Auflage 2010, 395, 4. Auflage 2015 S. (mit Dietrich Ritschl)
- Götzen, Mächte und Gewalten, Göttingen: Vandenhoeck & Ruprecht 2008 [Biblisch-theologische Schwerpunkte Bd. 33], 208 S.
- Profilierte Ökumene. Bleibend Wichtiges und jetzt Dringliches, Beiheft zur Ökumenischen Rundschau 84, Frankfurt/M.: Lembeck Verlag 2009, 314 S. (Mitherausgeber).
- Was dürfen wir hoffen? Eschatologie in ökumenischer Verantwortung, Beiheft zur Ökumenischen Rundschau 94, Leipzig: Evangelische Verlagsanstalt 2014, 224 S. (Mitherausgeber)
- Religionsphilosophie, Göttingen: Vandenhoeck & Ruprecht 2014, 228 S.
- Stellvertretung. Studien zur theologischen Anthropologie, Göttingen: Vandenhoeck & Ruprecht 2018, 365 S.
- Gift Exchange. Issues in Ecumenical Theology, Leipzig: Evangelische Verlagsanstalt 2019, 210 S.